# Мецанин
Мецанин (на италиански: mezzano – „среден“) е, строго погледнато, среден етаж в сграда, който е частично отворен и свързан към долния етаж (имащ двойна височина) или етаж, който не се разпростира върху цялата площ на сградата. Въпреки това, този термин често се използва в по-широк смисъл на думата, за по-горен етаж над първия, особено там, където първоначално много висок първи етаж е разделен хоризонтално на два етажа.
Мецанинът служи за най-различни функции. Промишлените мецанини, като например тези, които се използват в складове, могат да бъдат с временна или полупостоянна структура.

Мецанинът в стила на френската архитектура (наричан на френски: entresol – антресол) също така означава място, създадено чрез разделянето на помещението, което не стига до тавана; това е често срещано в исторически сгради, разпространени във Франция, например във Версайския дворец.

## Определение
Мецанин представлява междинен етаж (или етажи) в сграда, който е отворен към по-долния етаж. Той се намира на половината разстояние нагоре по стената от пода към тавана, който е поне два пъти по-висок от минималната височина за етаж. Мецанинът не се брои за етаж в сградата и, обикновено, не се взема предвид при определяне на максималната площ. Международният строителен кодекс признава мецанин, ако има поне една трета от площта на етажа под него. Местните строителни норми могат да се различават леко от този стандарт. В помещението може да има повече от един мецанин, до толкова, доколкото сумата от площите на всичките мецанини е не повече от една трета от площта на целия по-долен етаж.
Мецанините помагат да се направят високите таванни пространства по-идентични и не толкова огромни, както и да създадат допълнителна площ. Мецанинът, обаче може да бъде по-ниско от обикновените тавани поради неговото разположение. Терминът мецанин не е фиксиран точно, като думата може да бъдат използвана и за различни цели.
Мецанинът е масово използван в съвременната архитектура, която поставя силен акцент върху светлината и пространството.

## Промишлен мецанин
В промишлеността, мецанини могат да бъдат монтирани (когато не са изградени като част от структурата), в помещения с висок таван, като например в складове. Тези полупостоянни структури са обикновено отделно стоящи, могат да бъдат демонтирани и преместени, и се продават в търговската мрежа. Промишлените мецанини могат да бъдат изградени върху стоманени колони или върху други елементи, като стелажи или рафтове.
 В зависимост от формата и разположението на мецанина могат да бъдат използвани различни материали за изработката на платформата му. Някои промишлени мецанини могат да включват обособени офис помещения на нивото си.
Промишлените мецанини, като правило, не се строят от дърво, въпреки напредъка в развитието на композитния дървен материал в края на 1990-те и началото на 21 век, който значително подобрява жизнеността на дървесните продукти като подови настилки. Мецанин, направен от дърво традиционно се използва само като складова площ, а не за подемно-транспортни цели; докато панели от композитна дървесина се използват масово за повдигнати платформи или за складове изградени по стандарта за екологично строителство (LEED certified), поради наличието на рециклирани суровини и намаляване на необходимата стомана, за издигането на платформата.

Често е необходим архитект, за да се определи дали пода на сградата може да поддържа мецанин (и колко тежък може да бъде той), и за дизайна на съответния мецанин.

### Цитирана литература
- Aghayere, Abi O., Vigil, Jason. Structural Wood Design: A Practice-Oriented Approach.   Hoboken, N.J., John Wiley, 2007. ISBN 9780470056783.
- Allen, Edward, Iano, Joseph. The Architect's Studio Companion: Rules of Thumb for Preliminary Design.   Hoboken, N.J., John Wiley & Sons, 2012. ISBN 9780470641910.
- Coates, Michael, Brooker, Graeme, Stone, Sally. The Visual Dictionary of Interior Architecture and Design.   Lausanne, AVA Academia, 2008. ISBN 9782940373802.
- Drury, Jolyon, Falconer, Peter. Buildings for Industrial Storage and Distribution.   New York, Routledge, 2003. ISBN 0750648198.
- Guo, Qinghua. The Mingqi Pottery Buildings of Han Dynasty China, 206 BC-AD 220: Architectural Representations and Represented Architecture.   Portland, Ore., Sussex Academic Press, 2010. ISBN 9781845193218.
- Habraken, N.J., Teicher, Jonathan. Structure of the Ordinary: Form and Control in the Built Environment.   Cambridge, Mass., MIT Press, 1998. ISBN 9780262581950.
- Harris, Cyril M. Illustrated Dictionary of Historic Architecture.   New York, Dover Publications, 1983. ISBN 9780486244440.
- Materials Handling and Management Society. The Professional Materials Handling Learning System: A Basic Reference Collection in Materials Handling. Volume 2.   Charlotte, N.C., Material Handling Education Foundation, 1993.

|  | Тази страница частично или изцяло представлява превод на страницата Mezzanine в Уикипедия на английски. Оригиналният текст, както и този превод, са защитени от Лиценза „Криейтив Комънс – Признание – Споделяне на споделеното“, а за съдържание, създадено преди юни 2009 година – от Лиценза за свободна документация на ГНУ. Прегледайте историята на редакциите на оригиналната страница, както и на преводната страница, за да видите списъка на съавторите. ВАЖНО: Този шаблон се отнася единствено до авторските права върху съдържанието на статията. Добавянето му не отменя изискването да се посочват конкретни източници на твърденията, които да бъдат благонадеждни. |